# Suinae
Suinae — підродина оленеподібних ссавців, яка включає кілька родів сучасних тварин і кілька вимерлих. Однак класифікація вимерлих членів Suoidea – більшої групи, яка включає Suidae, Tayassuidae і споріднені вимерлі види — є суперечливою, і різні класифікації відрізняються кількістю підродин у Suidae та їхнім вмістом. Деякі класифікації, як-от запропонована палеонтологом Яном ван дер Маде в 2010 році, навіть виключають із Suinae деякі наявні таксони Suidae, поміщаючи ці виключені таксони в інші підродини.